# Hipercorreção
Hipercorreção ou ultracorreção é em linguística qualquer variação do uso de uma língua não padronizado da norma culta, que resulta da aplicação excessiva de uma regra imaginada de prescritivismo. Um falante ou escrevente que produz uma ultracorreção geralmente acredita que, através de um mal-entendido dessas regras, a forma é mais correto, frequentemente combinado com um desejo de parecer formal ou educado.
A ultracorreção linguística ocorre quando uma regra gramatical real ou imaginada é aplicada em um contexto inadequado, onde uma tentativa de ser "correto" conduz a um resultado incorreto. Isso não ocorre quando um falante segue "um instinto natural de fala", de acordo com Otto Jespersen e Robert J. Menner.
A ultracorreção, às vezes, é encontrada entre os falantes de variedades linguísticas de menor prestígio que tentam produzir formas associadas a variedades de maior prestígio, mesmo em situações em que os falantes dessas variedades não o fariam. Alguns chamam isso de hiperurbanismo.
A ultracorreção pode ocorrer em muitas línguas e onde várias línguas e dialetos estão presentes.